# Fritz Thyssen
Pour les articles homonymes, voir Thyssen.
Fritz Thyssen (9 novembre 1873 – Buenos Aires, 8 février 1951) est un industriel allemand, fils et héritier du sidérurgiste August Thyssen. Il s'associe très tôt au parti nazi d'Adolf Hitler dont il est l'un des plus généreux donateurs. Bien que favorable à la politique anticommuniste des nazis, il n'adhère pas à leur antisémitisme et fuit l'Allemagne lors de la nuit de Cristal. Livré par le régime de Vichy aux Allemands, il est incarcéré au camp de Sachsenhausen. À la dénazification, il reconnaît son implication dans la montée du nazisme et verse une indemnité aux victimes de la guerre. Il émigre en 1950 à Buenos Aires où il meurt.

## Biographie
Fritz Thyssen est né à Mülheim dans la Ruhr. Son père, August Thyssen, dirige la société minière et sidérurgique Thyssen, fondée par son père Friedrich Thyssen et dont le siège social se trouve à Duisbourg. Le jeune Fritz suit des études techniques en mines et métallurgie à Londres, Liège et Berlin, fait un court passage dans l'armée allemande puis entre dans l'entreprise familiale. Le 18 janvier 1900, il épouse à Düsseldorf Amelie zur Helle (1877–1965), fille d'un industriel. Ils ont une fille, Anita, en 1909. 
Membre du Parti national du peuple allemand (DNVP), Fritz Thyssen se met à soutenir publiquement le nouveau parti national-socialiste (NSDAP). Dès 1923, il finance les nazis par l'intermédiaire de la Bank voor Handel en Scheepvaart (banque du commerce et de la marine), entreprise familiale basée à  Rotterdam, ce qui leur permet de construire leur quartier général à Munich. Cette banque avait alors pour avocat Allen Dulles, qui travaillait pour Sullivan & Cromwell (New York), et deviendra plus tard directeur de la CIA — Allen Dulles représentait aussi le baron Kurt von Schröder, qui travaillait pour les nazis. Johann Groening ainsi que Kurt von Schroeder — qui traitait avec le démocrate W. Averell Harriman et son petit frère E. Roland Harriman, et W. Prescott Bush (père de George Bush père et grand-père de George W. Bush, présidents des États-Unis) — étaient tous deux directeurs d'une aciérie des Thyssen.
Avec l'aide de la banque d'investissement W.A. Harriman & Co (en), Fritz Thyssen fonde la Union Banking Corporation (UBC), officiellement un investissement uniquement américain par la composition officielle de ses actionnaires (W.A. Harriman, avec 3 991 parts ; Cornelius Lievense, 4 parts ; Harold D. Pennington, 1 part ; Ray Morris; 1 part ; H.J. Kouwenhoven, 1 part ; Johan Groeninger, 1 part, et Prescott Bush, 1 part).
La banque de Thyssen (voor Handel) ainsi que les millions de dollars ayant transité par la Bush-Harriman Union Banking Corporation (UBC) ont contribué à la hausse de popularité du nazisme en Allemagne[réf. nécessaire], et ont largement aidé à la mise en place[réf. nécessaire] des SA, les « sections d'assaut » du parti nazi.
La fusion de l'empire de l'aciérie des Thyssen avec la Silesian Coal and Steel Company de Friedrich Flick, qui forment ensemble la Vereinigte Stahlwerke (de), a permis des gains substantiels ayant aussi alimenté les fonds nazis. Celle-ci cause la colère du gouvernement polonais, qui menace plus d'une fois de nationaliser une telle entreprise stratégique, tombée dans des mains allemandes. Ceci explique pourquoi la propriété nominale est transférée à des Américains, tandis que les versements à des comptes privés appartenant à de hauts membres de l'administration nazie, parmi lesquels celui d'Hitler lui-même, continuèrent jusqu'en 1944. Ces versements étaient toujours effectués par l'UBC. Malgré la saisie de l'UBC en 1942, ces apports de fonds continuèrent à partir de l'adresse postale de l'institution publique l'ayant saisie.
George Herbert Walker nomme Prescott Bush afin de superviser la nouvelle Thyssen/Flick United Steel Works. Walker, Bush et Harriman étaient propriétaires d'un tiers de l'Upper Silesian Coal and Steel Company de Flick, la plus grande industrie polonaise, et ont appelé la nouvelle holding, dirigée par John Foster Dulles, la Consolidated Silesian Steel Corp. Celle-ci détenait un tiers de l'Upper Silesian Coal and Steel Company, les deux-tiers restants appartenant toujours à Fredrick Flick. Pendant la guerre, cette dernière dépendait, tout comme l'United Steel Works, de travail forcé effectué à Auschwitz.
Avec l'aide d'autres industriels, Fritz Thyssen achète en 1930 la Braune Haus à Munich, et finance sa rénovation afin d'en faire le nouveau QG du NSDAP. Ils entament aussi une campagne afin d'encourager les industriels à travailler avec le NSDAP. Fritz Thyssen devient officiellement membre du NSDAP le 1er mai 1930. Favorable à la répression contre les syndicats et contre la gauche en général, il s'oppose néanmoins à la politique antisémite. Son adhésion au parti nazi s'explique probablement par sa remise en cause du traité de Versailles. En novembre 1932, il signe, avec notamment Hjalmar Schacht et Kurt Freiherr von Schröder, une pétition adressée au président Hindenburg, exigeant la nomination immédiate de Hitler à la chancellerie.
Fritz Thyssen démissionne de toutes ses fonctions politiques après la Nuit de Cristal du 9 novembre 1938, et s'enfuit pour la Suisse et ensuite la France. Adolf Hitler confisque alors ses biens. En vertu d'une clause de l'armistice du 22 juin 1940 le ménage Thyssen est arrêté à Nice par le régime de Vichy et remis le 26 décembre 1940 sur le pont de la Madeleine à Moulins au kriminal Komissar Hugo Geissler. Thyssen est alors déporté au camp de concentration de Sachsenhausen, bien que certains[Qui ?] prétendent qu'il n'y ait pas été traité comme tout « prisonnier ordinaire ».
Thyssen aurait aussi pris part à une réunion secrète d'industriels et de banquiers allemands, tenus le 10 août 1944 à l'hôtel de La Maison Rouge à Strasbourg, afin de trouver un moyen d'assurer l'avenir financier des nazis malgré la défaite. Le baron du charbon Emil Kirdorf, Georg von Schnizter (en) de l'IG Farben, le magnat de l'acier Gustav Krupp von Bohlen und Halbach, ainsi que Fritz Thyssen et le banquier Kurt von Schröder auraient participé à cette réunion[réf. nécessaire].
Thyssen aurait ensuite été officiellement « libéré » en 1945, puis condamné en tant qu'ancien membre du parti nazi. Il perd alors environ 15 % de ses biens, redistribués à des victimes de guerre, avant de retrouver rapidement son envergure financière d'avant-guerre.
Selon l'historien Samuel W. Mitcham, le livre I paid Hitler, qu'Emery Reves publia en 1941 sous le nom de Fritz Thyssen, est une des sources les plus citées mais les plus inexactes sur les relations entre la haute finance et le nazisme. Ce livre avait en réalité été écrit par Reves (sur la base des sténographies des entretiens que Thyssen et Reves avaient eus en France au printemps de 1940) et seuls un petit nombre de chapitres avaient été revus et approuvés par Thyssen. Thyssen, qui au moment de la sortie du livre était prisonnier en Allemagne, n'avait pas donné son accord à la publication et n'avait jamais vu les chapitres relatifs à ses relations financières avec le parti nazi. S. W. Mitcham cite l'historien Henry Ashby Turner (en), qui a comparé les sténographies avec le premier état du livre et selon qui même les parties approuvées par Thyssen comportent des assertions ajoutées (« spurious ») et inexactes. L'historien Wolfgang Koch, cité lui aussi par S. W. Mitcham, partage la façon de voir de Turner.